# Trollåsen
Trollåsen es un área en el municipio de Nordre Follo que consiste en un área residencial y algunas compañías. La zona residencial se encuentra en una meseta con lados empinados hacia el valle Troll y limita con Mastemyr y Gjersjøen.
El área se expandió en la década de 1980 y allí se ubicaron varias grandes empresas.

## Historia
El nombre Trollåsen o Trolldalsåsen (utilizado en mapas hasta los años 1970) probablemente proviene de antes de la Edad Media. Luego había un antiguo castillo del pueblo aquí. El área era intransitable y algunos ladrones caminaban por el distrito. Es por eso que a los niños en las granjas y las granjas cercanas se les dijo que había algo mágico en el área, de ahí el Trollåsen. En mapas antiguos también el puente de Gjersjø se llama Trolldalsbroa.

## Empresas
Varias empresas son y han trabajado anteriormente en Trollåsen:
- Synnøve Finden[2]
- Volvo Maskin[3]
- Kondomeriet[4]
- Sistemas Scandec
- Kodak (descontinuado)
- Bosh (reubicado)